# Jangka Alue Bie
Jangka Alue Bie is een bestuurslaag in het regentschap Bireuen van de provincie Atjeh, Indonesië. Jangka Alue Bie telt 593 inwoners (volkstelling 2010).